# Oberrieden (Svizzera)
Oberrieden (toponimo tedesco) è un comune svizzero di 5 035 abitanti del Canton Zurigo, nel distretto di Horgen.

## Geografia fisica
Oberrieden si affaccia sul Lago di Zurigo.

## Storia
Il comune di Oberrieden è stato istituito nel 1773 per scorporo da quello di Horgen.

## Monumenti e luoghi d'interesse

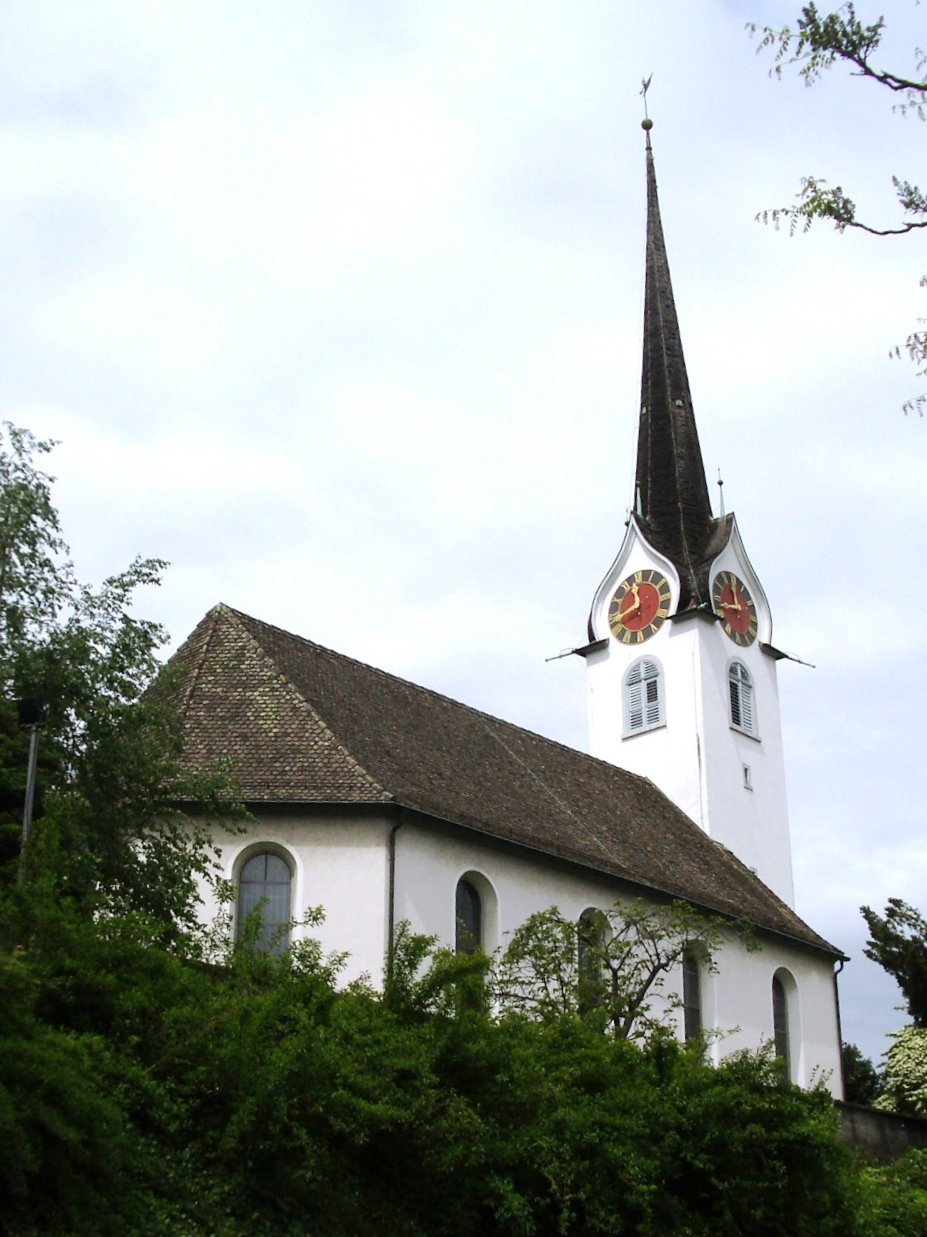
La chiesa riformata

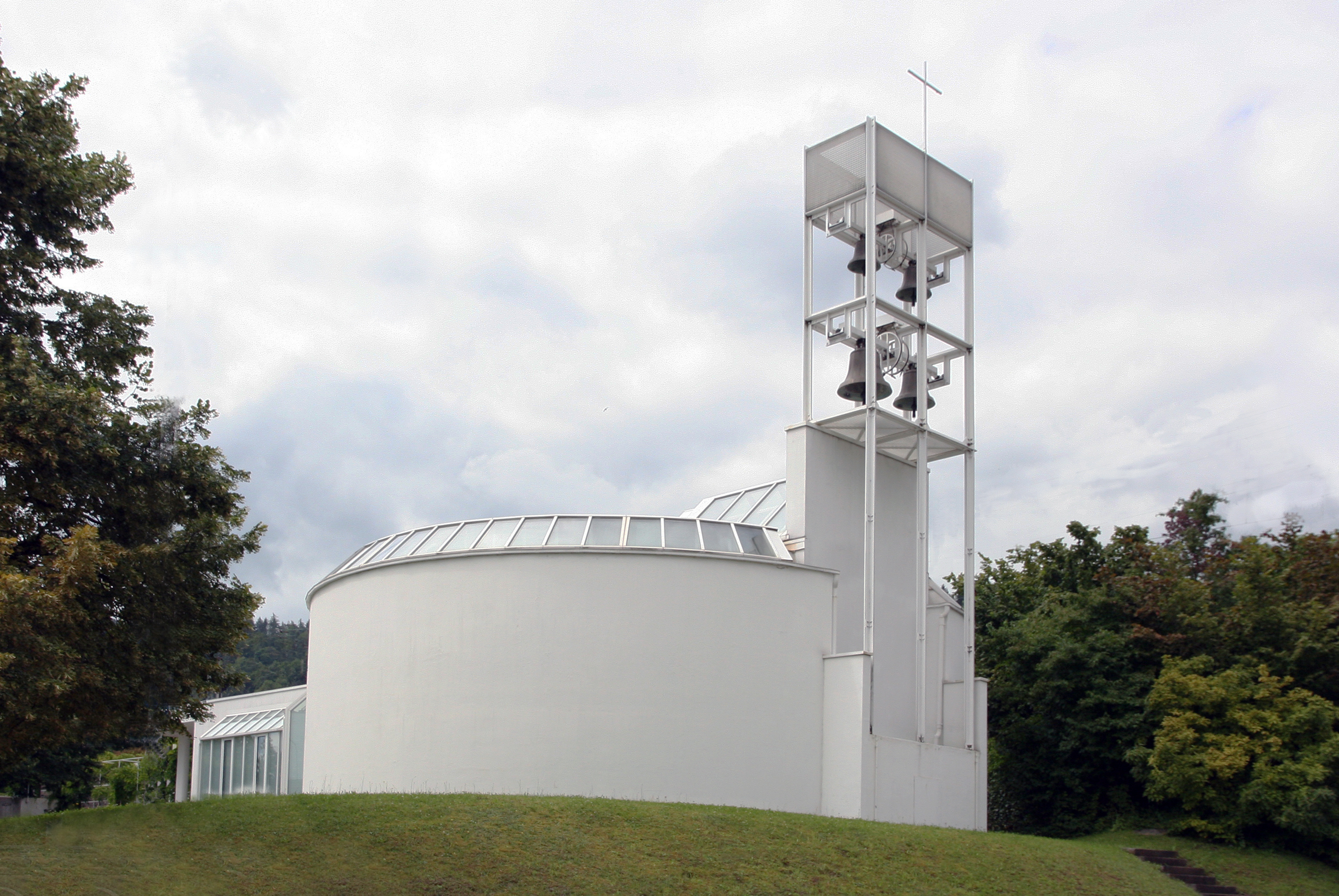
La chiesa di Santa Croce

- Chiesa riformata, eretta nel 1761[1];
- Chiesa cattolica di Santa Croce, eretta nel 1988[senza fonte].

## Società

### Evoluzione demografica
L'evoluzione demografica è riportata nella seguente tabella:
Abitanti censiti

## Infrastrutture e trasporti

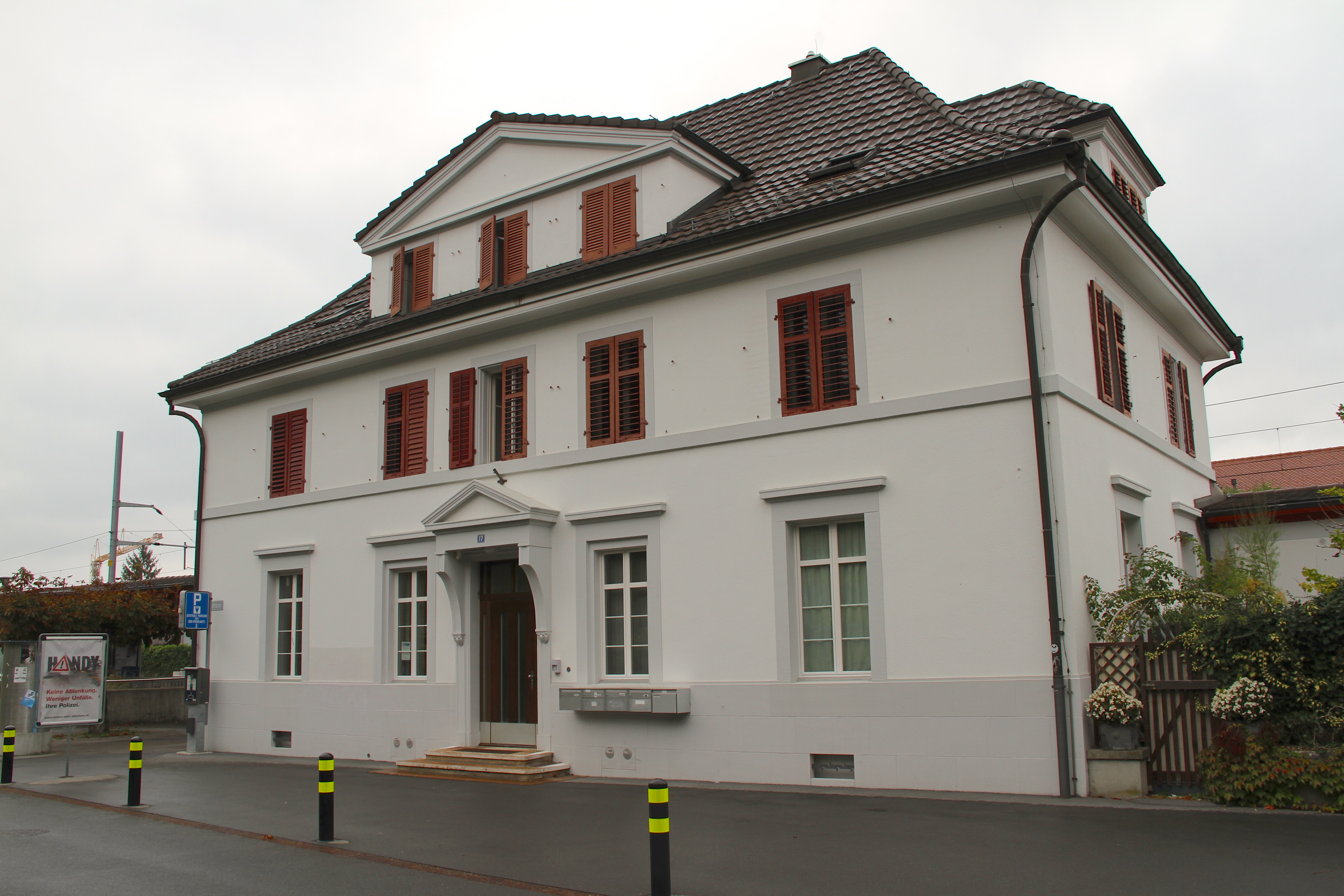
La stazione di Oberrieden

Oberrieden è servito dall'omonima stazione sulla ferrovia Zurigo-Ziegelbrücke e dalla stazione di Oberrieden Dorf sulla ferrovia Thalwil-Zugo.

## Amministrazione
Ogni famiglia originaria del luogo fa parte del cosiddetto comune patriziale e ha la responsabilità della manutenzione di ogni bene ricadente all'interno dei confini del comune.